# خماری: قسمت دوم
خماری: قسمت دوم (به انگلیسی: The Hangover Part II) نام فیلم کمدی آمریکایی، و دنبالۀ فیلم خماری نخست (محصول سال ۲۰۰۹) است و دومین قسمت از مجموعه سه‌گانهٔ خماری است. این فیلم محصول لجندری پیکچرز بوده و در سال ۲۰۱۱ منتشر شد. ستارگان این قسمت شامل برادلی کوپر، اد هلمس، زک گالیفیاناکیس، کن جیونگ، جفری تامبر و جاستین بارتا هستند. در آوریل سال ۲۰۰۹، کمپانی برادران وارنر، تاد فیلیپس را به عنوان کارگردان این فیلم انتخاب کرد تا به اتفاق اسکات آرمسترانگ، ادامه‌ای بر ماجراهای قبلی بنویسند. ورایتی در ژوئیه سال ۲۰۰۹ گزارش داد که تولید فیلم در اکتبر ۲۰۱۰ برای اکران در تاریخ ۲۶ مه ۲۰۱۱ آغاز می‌شود که مطابق با همان پروسه تولید و اکران فیلم نخست بود.
توسعه قسمت دوم خماری از آوریل ۲۰۰۹، حدود ۲ ماه پیش از عرضه قسمت اول فیلم شروع شد؛ و در تاریخ ۲۶ می ۲۰۱۱ عرضه شد. با اینکه این فیلم مورد انتقاد زیادی قرار گرفت، ولی در عرصه تجاری بسیار موفق عمل کرده و یکی از پرفروش‌ترین فیلم‌ها محسوب می‌شد.
قسمت سوم خماری، خماری: قسمت سوم که قرار بود آخرین قسمت از مجموعه فیلم‌های خماری باشد در ۲۳ می ۲۰۱۳ منتشر شد. این فیلم کمدی با مجموع فروش ۵۸۶٫۸ میلیون دلار ضمن شکستن رکورد تنها در خانه، رکورددار پرفروش‌ترین فیلم کمدی سینما تاکنون است. این قسمت پرفروش‌ترین فیلم از سه‌گانه خماری بود

## داستان
فیل (کوپر)، استو (هلمس)، آلن (گالیفیاناکیس) و داگ (بارتا) برای جشن عروسی استو به تایلند می‌روند. برنامه استو برای مهمانی قبل از ازدواج درست از آب در نمی‌آید و اوضاع خوب پیش نمی‌رود  با اینکه استو تمام تلاشش را میکند تا مهمانی مجردی بی‌دردسر برگزار شود صبح روز عروسی فیل، استو و آلن در یک هتل کثیف در بانکوک از خواب بیدار می‌شوند در حالی که باز هم چیزی از شب گذشته به خاطر ندارند و این بار تدی، برادر نوجوان عروس(میسون لی) را گم کرده‌اند...